# Арлінгтон (Орегон)
Арлінгтон (англ. Arlington) — місто (англ. city) в США, в окрузі Ґільям штату Орегон. Населення — 628 осіб (2020).

## Географія
Арлінгтон розташований за координатами 45°43′13″ пн. ш. 120°11′43″ зх. д. / 45.72028° пн. ш. 120.19528° зх. д. (45.720319, -120.195304).  За даними Бюро перепису населення США в 2010 році місто мало площу 6,22 км², з яких 4,61 км² — суходіл та 1,61 км² — водойми. В 2017 році площа становила 8,22 км², з яких 6,61 км² — суходіл та 1,61 км² — водойми.

### Клімат
| Клімат : Арлінгтон      | Клімат : Арлінгтон | Клімат : Арлінгтон | Клімат : Арлінгтон | Клімат : Арлінгтон | Клімат : Арлінгтон | Клімат : Арлінгтон | Клімат : Арлінгтон | Клімат : Арлінгтон | Клімат : Арлінгтон | Клімат : Арлінгтон | Клімат : Арлінгтон | Клімат : Арлінгтон | Клімат : Арлінгтон |
| Показник                | Січ.               | Лют.               | Бер.               | Квіт.              | Трав.              | Черв.              | Лип.               | Серп.              | Вер.               | Жовт.              | Лист.              | Груд.              | Рік                |
| Абсолютний максимум, °C | 18,9               | 23,3               | 27,2               | 36,1               | 41,7               | 43,3               | 45,6               | 46,1               | 40,0               | 32,2               | 28,9               | 23,3               | 46,1               |
| Середній максимум, °C   | 4,8                | 8,4                | 13,8               | 18,8               | 23,7               | 27,7               | 32,6               | 31,8               | 26,8               | 18,9               | 10,3               | 5,4                | 18,6               |
| Середній мінімум, °C    | −2,2               | −0,5               | 2,3                | 5,3                | 9,3                | 12,9               | 16,2               | 15,7               | 11,2               | 5,8                | 1,5                | −1,1               | 6,4                |
| Абсолютний мінімум, °C  | −31,7              | −30,6              | −11,7              | −7,2               | −3,3               | 2,2                | 5,6                | 4,4                | −3,3               | −11,7              | −20,6              | −26,7              | −31,7              |
| Норма опадів, мм        | 36                 | 25                 | 19                 | 13                 | 15                 | 12                 | 4                  | 5                  | 9                  | 17                 | 32                 | 38                 | 225                |
| Днів з опадами          | 10                 | 8                  | 7                  | 5                  | 5                  | 3                  | 1                  | 2                  | 3                  | 5                  | 9                  | 10                 | 68,0               |
| ----------------------- | ------------------ | ------------------ | ------------------ | ------------------ | ------------------ | ------------------ | ------------------ | ------------------ | ------------------ | ------------------ | ------------------ | ------------------ | ------------------ |
| Джерело:                |                    |                    |                    |                    |                    |                    |                    |                    |                    |                    |                    |                    |                    |

## Демографія
Згідно з переписом 2010 року, у місті мешкало 586 осіб у 256 домогосподарствах у складі 149 родин. Густота населення становила 94 особи/км².  Було 315 помешкань (51/км²).
Расовий склад населення:
| - 93,2 % — білих - 2,2 % — вихідців з тихоокеанських островів - 1,0 % — корінних американців - 0,2 % — чорних або афроамериканців - 0,2 % — азіатів - 2,6 % — осіб інших рас |

До двох чи більше рас належало 0,7 %. Частка іспаномовних становила 6,7 % від усіх жителів.
За віковим діапазоном населення розподілялося таким чином: 21,8 % — особи молодші 18 років, 62,7 % — особи у віці 18—64 років, 15,5 % — особи у віці 65 років та старші. Медіана віку мешканця становила 43,6 року. На 100 осіб жіночої статі у місті припадало 117,0 чоловіків;  на 100 жінок у віці від 18 років та старших — 107,2 чоловіків також старших 18 років.
Середній дохід на одне домашнє господарство  становив 58 404 долари США (медіана — 48 750), а середній дохід на одну сім'ю — 63 040 доларів (медіана — 56 875). Медіана доходів становила 47 361 долар для чоловіків та 39 250 доларів для жінок. За межею бідності перебувало 6,2 % осіб, у тому числі 0,6 % дітей у віці до 18 років та 2,1 % осіб у віці 65 років та старших.
Цивільне працевлаштоване населення становило 259 осіб. Основні галузі зайнятості: роздрібна торгівля — 20,8 %, будівництво — 17,8 %, науковці, спеціалісти, менеджери — 13,1 %, освіта, охорона здоров'я та соціальна допомога — 12,4 %.